# Yacimiento arqueológico de La Mata
La Mata es un yacimiento arqueológico perteneciente a la cultura tartésica situado en Campanario, Badajoz, España. Es coloquialmente conocido por el nombre de  “Montones de Tierra”  y está datado en el periodo orientalizante, en torno al ecuador del I milenio antes de Cristo (siglos VI-V antes de Cristo).

## Contexto geográfico
En el término municipal de Campanario (Badajoz), a dieciocho kilómetros en línea recta del santuario de Cancho Roano donde ambos comparten en común su aislamiento geográfico además de su orientación, su cronología, sus dimensiones la forma de su planta.